# Oxfam
Oxfam, o Oxfam International, és una organització no governamental de caràcter internacional que promou el desenvolupament i lluita contra la pobresa i la fam a països d'arreu del món. El seu nom és un acrònim d'Oxford Committee for Famine Relief ("Comitè d'Oxford per a l'alleujament de la Fam").

## Fundació[calcitació]
Oxfam va ésser fundada a Anglaterra el 1942 per un grup de ciutadans inquiets (amb gent com el canonge Theodore Richard Milford (1896–1987), el professor Gilbert Murray amb la seva esposa Mary, Cecil Jackson-Cole i Alan Pim. El Comitè es va reunir per primer cop el 1942, a la Biblioteca Vella de la University Church of St Mary the Virgin d'Oxford. La seva voluntat inicial era enviar aliments a Grècia, en aquells moments ocupada per les potències de l'Eix i sotmesa a un bloqueig naval per les forces aliades durant la Segona Guerra Mundial.
La primera delegació de l'organització va ésser fundada al Canadà, el 1963 i, dos anys més tard, l'organització va abreujar el seu nom pel d'Oxfam. Oxfam International és en l'actualitat (2013) una federació de 17 organitzacions establertes en més de 100 països que cerca solucions a la pobresa, el sofriment i la injustícia. L'entitat nomena periòdicament ambaixadors honorífics per promoure la seva causa, com ara Scarlett Johansson. Oxfam International busca incrementar la conscienciació i reconeixement públic en favor de la justícia econòmica i social, així com el creixement sostenible. Treballa per a esdevenir una força global que, per mitjà de campanyes, promogui els valors d'una ciutadania global, alhora que mobilitzi l'opinió pública perquè la igualtat de les persones sigui tan prioritària com el creixement econòmic de les nacions.
Entre els camps on treballa en el present hi ha l'educació, l'alleujament del deute extern, la difusió de formes de vida sostenibles, la salut, la lluita contra el VIH/SIDA, la igualtat de gènere, el desarmament, l'acció humanitària, la democràcia i els drets humans.
S'ha associat amb ONG (organitzacions no governamentals) de diferents països, com és el cas d'Oxfam Intermón a Espanya.

## Focus principals d'Oxfam[calcitació]

Països on Oxfam hi té una associació local

L'actuació d'Oxfam té quatre focus principals: 

### Justícia econòmica
Se centra a rendibilitzar el treball agrícola per als agricultors i treballadors agrícoles que viuen en la pobresa i la situació de vulnerabilitat; fer normes comercials més justes per als països pobres, i reduir l'impacte del canvi climàtic i la crisi energètica.

### Serveis essencials
Se centra a exigir que els governs nacionals compleixin amb les seves responsabilitats proporcionant salut, educació, aigua i sanejament, de bona qualitat i distribuïdes de forma equitativa; donant suport a organitzacions de la societat civil i aliances quefacin que els governs rendeixin comptes per la prestació d'aquests serveis, i garantint millors polítiques i més fons dels països rics i les institucions internacionals, així com assegurant-se que compleixen els compromisos d'ajuda social i reducció del deute.

### Drets en crisi
Se centra a millorar la capacitat d'oferir una millor protecció i major assistència, per mitjà de la millora de les nostres competències i capacitats, treballant amb les organitzacions locals, i en particular enfortint el paper de la dona; canviant les polítiques i les pràctiques del sistema humanitari internacional per a oferir una millor protecció i una assistència més gran, i treballant en el marc de la seguretat humana amb un major èmfasi en la prevenció de conflictes, la consolidació de la pau, la reconciliació i el desenvolupament a llarg termini

### Justícia de Gènere
Se centra a donar suport al lideratge de les dones en tots els nivells perquè aconsegueixin un major poder en la presa de decisions i un major control sobre les seves vides, augmentant el nombre de dones que reben educació reglada (dos terços del total de nens sense escolaritzar són de sexe femení), que, un cop alfabetitzades puguin accedir al mercat laboral; treballant per acabar amb la violència de gènere mitjançant el canvi d'idees, actituds i creences d'homes i dones; i enfortint l'auto-aprenentatge i la qualificació d'Oxfam en matèria de gènere a fi que s'obtingui la justícia de gènere en tota la tasca de l'entitat.

## El programa "Saving for Change"[calcitació]

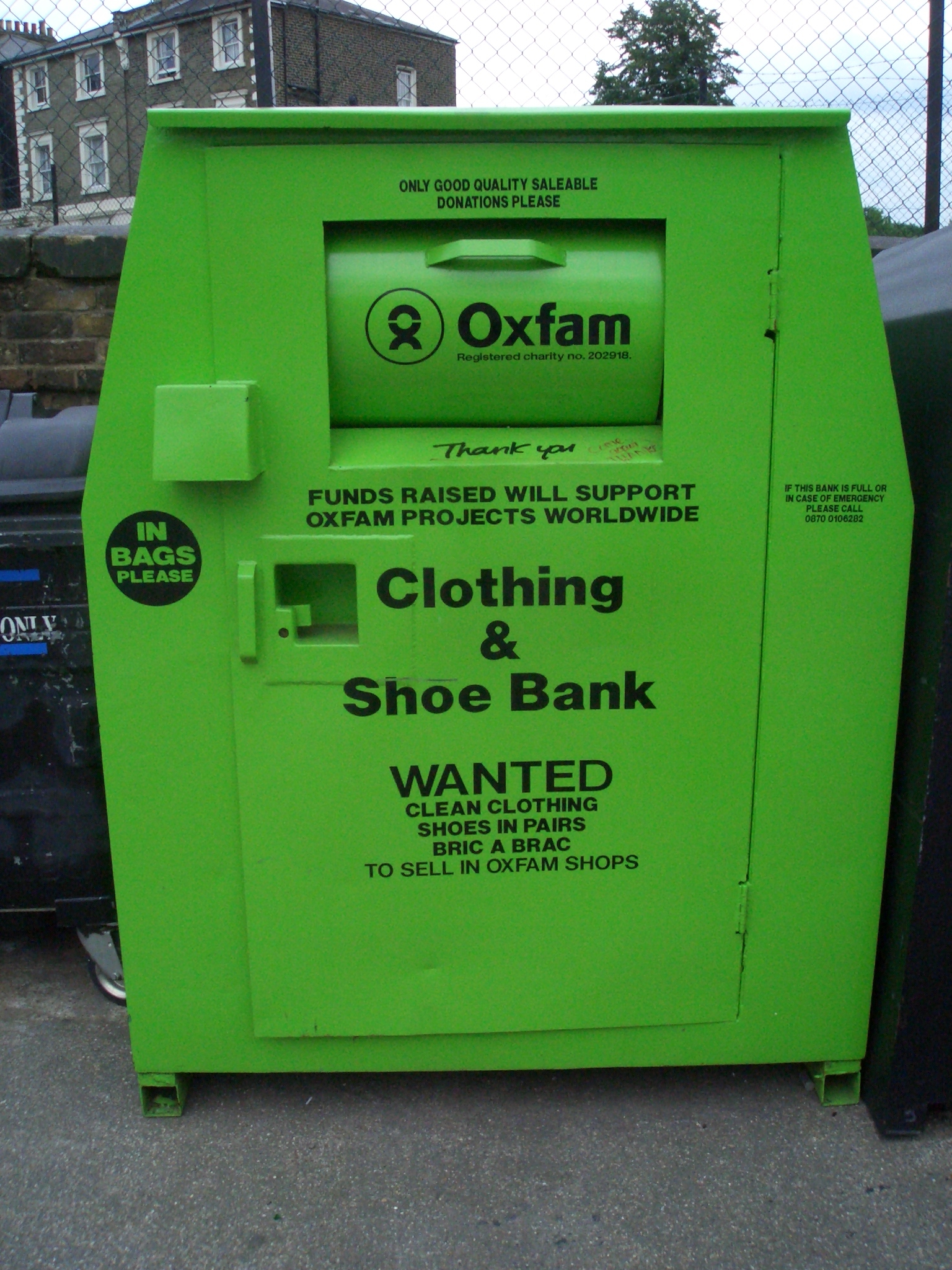
Contenidor d'Oxfam per a roba i sabates

A través de programes com ("Estalviant pel Canvi"), Oxfam està treballant per ajudar les comunitats a ser més autosuficients financerament. Es tracta d'un programa que ensenya a gent de petites comunitats com formar grups col·lectius informals de crèdit. Els membres, que tendeixen a ser majoritàriament dones, reuneixen els seus estalvis en un fons que s'utilitza per fer préstecs per a activitats com el pagament de l'atenció mèdica i el de les taxes escolars, així com finançar petits projectes empresarials. En última instància, l'objectiu del programa és que a la comunitat es creï una organització auto-sostenible, que permeti obtenir ajuda financera a gent que d'altra manera no podrien accedir a un préstec bancari. D'aquesta manera, els prestataris poden començar negocis que no només els beneficien a ells, sinó també a les seves comunitats.